# 馬尼薩

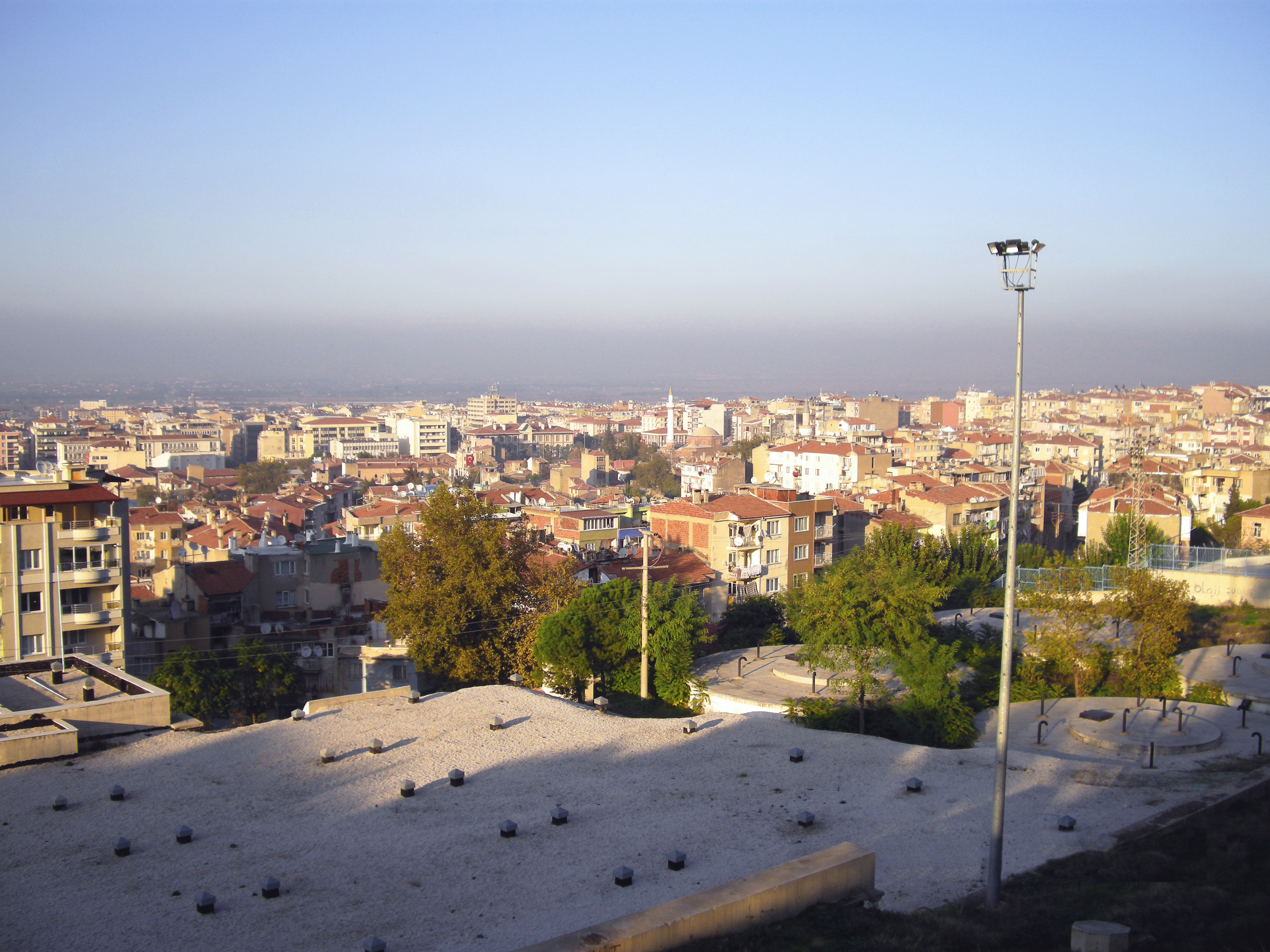
馬尼薩

馬尼薩是土耳其的城市，也是馬尼薩省的首府，位於該國西部，受地中海氣候影響，面積1,232平方公里，每年平均降雨量709毫米，2011年人口341,374。
该镇在1922年被希腊军队和亚美尼亚志愿者烧毁。 约有10,000幢楼宇被摧毁，估计有四千人死亡。

## 外部連結
- Celal Bayar University
- Mesir Festival web site - English language pages
- Jewish community of Manisa （页面存档备份，存于）
- Lost City (Continent) Atlantis was in Manisa?